# Tarachina brevipennis
Tarachina brevipennis är en bönsyrseart som beskrevs av Max Beier 1954. Tarachina brevipennis ingår i släktet Tarachina och familjen Iridopterygidae. Inga underarter finns listade i Catalogue of Life.